# Уден, Франциск
Франциск (Франсуа) Уден (фр. François Oudin; 1 ноября 1673, Виньори, Верхняя Марна — 28 апреля 1752, Дижон) — французский поэт, иезуит.

## Биография
Родился в семье знатного торговца недвижимостью. Знал шесть языков. Использовал псевдоним Joannes Baptista Silvius.
Написал на латинском языке много церковных гимнов, поэм, похвальных слов и поучительных стихотворений. Издал в 1749 году, под именем d’Olive, «Poemata didascalica», которые положили начало латинской библиотеке писателей Общества Иисуса.